# Marguerite Frey-Surbek
Marguerite Frey-Surbek (* 23. Februar 1886 in Delémont; † 17. Mai 1981 in Bern; eigentlicher Name: Jeanne Marguerite Surbek-Frey) war eine Schweizer Kunstmalerin.

## Leben und Werk
Marguerite Frey war die Tochter des Forstmeisters Jean-Albert Frey und seiner Frau Lisa Juliette. Während ihrer ersten Lebensjahre wuchs Frey in Delémont auf, bis die Familie 1893 nach Bern zog. Später besuchte sie hier zwei Jahre die Kunstgewerbeschule und wurde 1904 bis 1906 Privatschülerin von Paul Klee. Auf Klees Rat hin studierte sie von 1906 bis 1911 an der Académie Ranson bei Lucien Simon, Félix Vallotton, Maurice Denis und Édouard Vuillard und lernte dabei ihren späteren Mann Victor Surbek kennen. 
Nach der Heirat 1914 betrieb das Paar ab 1915 bis 1931 eine Malschule in Bern, wo unter anderen Serge Brignoni, Max Böhlen und Ernst Braker unterrichtet wurden. In Bern schuf sie Fresken im Treppenhaus der Gewerbeschule Bern.
Anfänglich malte Frey-Surbek überwiegend Porträts, später vermehrt Landschaften und Stillleben. Im Frühling und Sommer arbeitete sie meist in Iseltwald am Brienzersee, das übrige Jahr in Bern. Sie reiste oft und hielt sich für längere Zeit im europäischen Ausland und Amerika auf. Stark beeinflusste sie der Aufenthalt in Kalabrien 1932, der sie neue Farbklänge finden liess.
Frey-Surbek war sozial und politisch engagiert. So gründete sie den ersten Mädchenhort in Bern, half während des Kriegs in Flüchtlingslagern, kämpfte für das Frauenstimmrecht, für den Schutz der Berner Altstadt und die Bewahrung der Brienzerseelandschaft. Von 1942 bis 1948 war sie Mitglied der Eidgenössischen Kunstkommission (EKK) sowie Mitglied der Berner Sektion der Schweizerischen Gesellschaft Bildender Künstlerinnen (SGBK).

## Ausstellungen
- seit 1906 zahlreiche Einzel- und Gruppenausstellungen in der Schweiz, einige auch im Ausland
- 1986: Gedächtnisausstellungen in Delémont und Steffisburg

## Werke in öffentlichem Besitz
- Kunstmuseum Bern
- Öffentliche Kunstsammlung Basel, Kunstmuseum
- Schloss Spiez
- Kunstmuseum Thun
- Musée jurassien d’art et d’histoire, Delémont
- Musik, Rhythmus, Tanz, Dicht- und Zeichenkunst in jugendlichen Gestalten (Fresko 1941), Bern, Treppenhaus Gewerbeschule